# Chinook Winds Casino

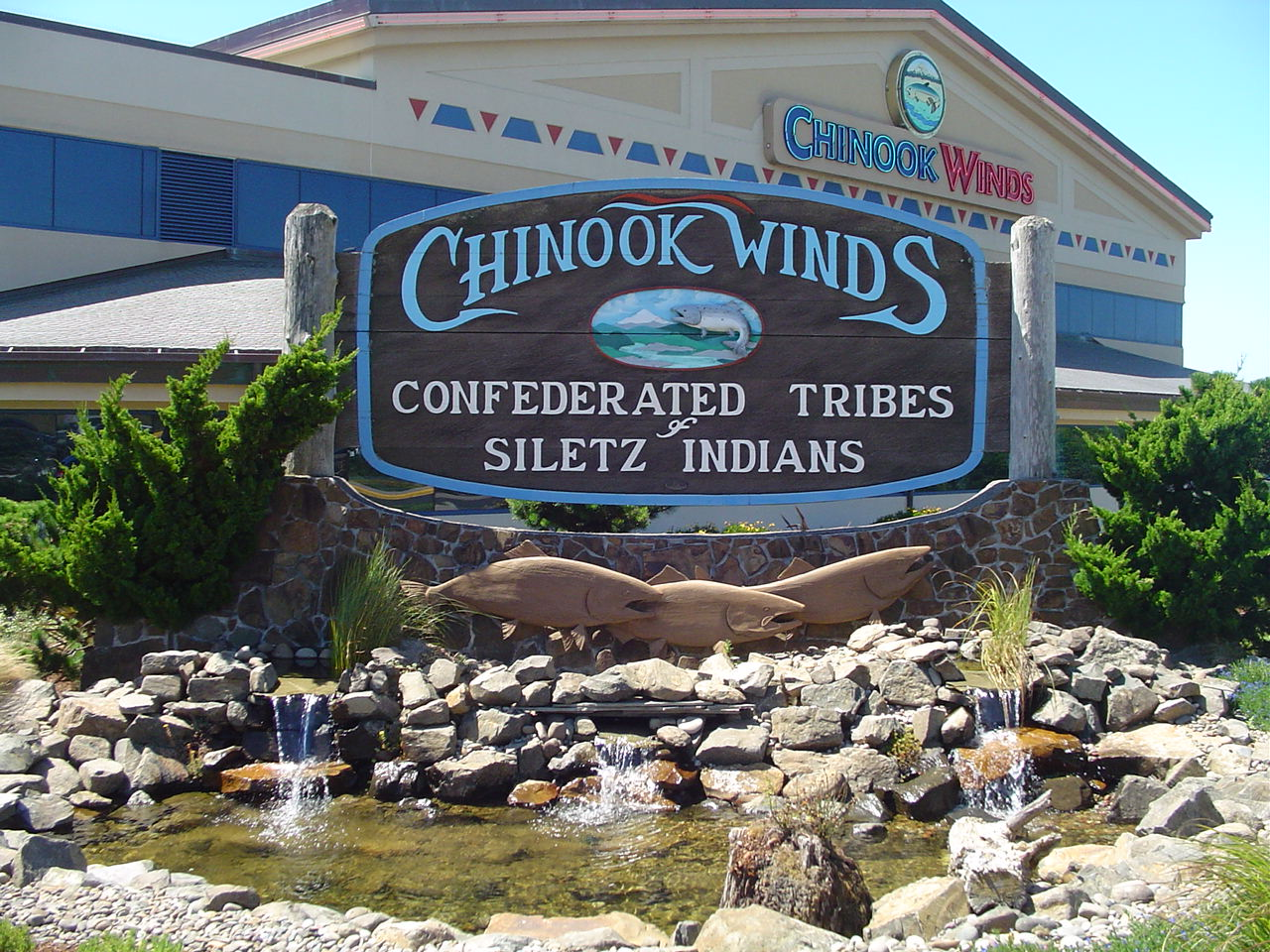
Chinook Winds Casino v Lincoln City

Chinook Winds Casino je indiánské kasino v oregonském městě Lincoln City. Je provozováno Konfederací Siletzkých kmenů (Confederated Tribes of Siletz). 
Kasino otevřené v roce 1995 se nachází v severní části města Lincoln City přímo u pláže Tichého oceánu. Má ve dvou podlažích přes 1200 hracích automatů, desítky hracích stolů i hernu binga. Součástí je i hotel s 227 pokoji, dvě restaurace a konferenční centrum. Otevřeno je 24 hodin denně 365 dní v roce. 